# إلما فان هارين
إلما فان هارين (بالهولندية: Elma van Haren)‏ (29 أغسطس 1954، روسيندال في هولندا)؛ كاتِبة مُتخصِّصة في أدب الأطفال وشاعرة هولندية.